# 阿西河特大桥
阿西河特大桥（英語：Athi River Super Bridge）是蒙巴萨-内罗毕标轨铁路（SGR）最长的桥梁，位于肯尼亚首都奈洛比附近的阿西河镇，跨过阿西-加拉纳河，同时也是非洲第二长的铁路桥，仅次于唐娜安娜大桥（3.67公里）。